# Diritti LGBT a Singapore
A Singapore i diritti LGBT non sono presenti, tuttavia l'attività sessuale tra maschi è legale, mentre come spesso è accaduto in altri paesi non è mai stata introdotta alcuna criminalizzazione verso gli atti sessuali tra donne.

## Legislazione e codice penale
Il codice penale che criminalizza gli atti omosessuali è stato adottato interamente da Singapore nel 1956 da quello precedente vigente durante il dominio coloniale inglese.
Dopo la revisione della legislazione nel 2007, sia il sesso orale che il sesso anale sono stati legalizzati per le coppie eterosessuali e lesbiche; nonostante ciò la Sezione 377a che tratta degli "atti osceni tra uomini consenzienti" è rimasta però in vigore.
Prima del 2003 agli omosessuali è stato impedito d'assumere posizioni di rilievo all'interno di "impieghi sensibili" all'interno della pubblica amministrazione.
Gli omosessuali e gli uomini effeminati in genere vengono utilizzati all'interno delle forze armate seguendo i dettami di una direttiva riguardante la manodopera.

## Governo
Nel 2006 il ministero dello sport e della gioventù ha concesso un'ingente somma ad un'organizzazione affiliata al movimento dei cosiddetti ex-gay con l'intento di "promuovere la salute ed il benessere generale".
Il 29 novembre 2022 Singapore ha abrogato la legge che condannava al carcere coloro che si sarebbero macchiati del "reato" di sodomia. Nel 2022, le autorità hanno dichiarato che la Sezione 377 verrà abrogata molto presto, tuttavia hanno affermato ancora la contrarietà a qualsiasi possibilità di un'approvazione dei matrimoni gay.
Nel suo discorso conclusivo al termine del dibattito per l'abrogazione anche della Sezione 377, il primo ministro Lee Hsien Loong ha affermato prima del voto in parlamento che il paese è fondamentalmente costituito da una società conservatrice e che la famiglia ne è l'elemento basilare.

## Nel cinema
- 1995: Bugis Street
- 2005: Be with Me
- 2004: Rice Rhapsody
- 2007: Pleasure Factory
- 2021: Solos

## Tabella riassuntiva
| Attività sessuale omosessuale legale                                                                        | (29 novembre 2022)                                                 |
| Uguale età del consenso                                                                                     | (29 novembre 2022)                                                 |
| Leggi contro la discriminazione nei luoghi di lavoro                                                        | No                                                                 |
| Legislazione anti-discriminazione nell'uso di beni e servizi                                                | No                                                                 |
| Leggi anti-discriminatorie in tutte le altre aree (inclusa la discriminazione indiretta e i crimini d'odio) | No                                                                 |
| Leggi contro le espressioni d'odio                                                                          | No                                                                 |
| Matrimonio omosessuale                                                                                      | No                                                                 |
| Riconoscimento tramite unione civile delle coppie dello stesso sesso                                        | No                                                                 |
| Adozione del figlio del partner da parte di coppie dello stesso sesso                                       | No                                                                 |
| Adozione da parte di coppie dello stesso sesso                                                              | No                                                                 |
| Possibilità per gay e lesbiche di servire apertamente nelle forze armate                                    | No                                                                 |
| Diritto di cambiare genere legalmente                                                                       | Dal 1973 dopo un intervento chirurgico di riassegnazione del sesso |
| Accesso alla fecondazione in vitro per le coppie lesbiche                                                   | No                                                                 |
| Maternità surrogata per le coppie gay                                                                       | No                                                                 |
| Possibilità di donazione del sangue per gli uomini che hanno rapporti sessuali con altri uomini             | No                                                                 |